# Liste der türkischen Botschafter in Tunesien
Der Botschafter leitet die türkische Botschaft Tunis.
| Ernennung Akkreditierung | Botschafter            | Bemerkung | Ministerpräsident der Türkei | Regierungschef von Tunesien | Posten verlassen |
| ------------------------ | ---------------------- | --- | ---------------------------- | --------------------------- | ---------------- |
| 9. Juli 1956             | Fikret Şefik Özdoğancı | 1942–1945: Generalkonsul in Paris, 1957–1958: Botschafter in Addis Abeba | Adnan Menderes               | Habib Bourguiba             | 27. Sep. 1957    |
| 28. Sep. 1957            | Reşad Erhan            | 14. Mai 1960-12. Sep. 1962: Botschafter in Prag 6. Oktober 1962 – 24. September 1964: Botschafter in Teheran, 24. Oktober 1964 – 10. Mai 1966: Botschafter in Den Haag                                                                   | Adnan Menderes               | Habib Bourguiba             | 7. Mai 1960      |
| 6. Juni 1960             | Nedim Veysel İlkin     | 1946 Leiter der Öffentlichkeitsarbeit, 1950–1952: Botschafter in Brüssel, 23. Apr. 1953 – 23. Apr. 1953: Botschafter in Bagdad, 1957–1960: Botschafter in Rabat, 27. September 1962–1965: Botschafter in Athen                           | Cemal Gürsel                 | Habib Bourguiba             | 10. Aug. 1962    |
| 11. Aug. 1962            | Oktay Cankardeş        | | İsmet İnönü                  | Habib Bourguiba             | 29. Dez. 1962    |
| 30. Dez. 1962            | Faruk Berkol           | | İsmet İnönü                  | Habib Bourguiba             | 27. Jan. 1967    |
| 22. Feb. 1967            | Kamuran Acet           | | Suad Hayri Ürgüplü           | Habib Bourguiba             | 25. Nov. 1970    |
| 26. Nov. 1970            | Adnan Bulak            | | Suad Hayri Ürgüplü           | Hédi Nouira                 | 11. Aug. 1974    |
| 12. Aug. 1974            | Orhan Erdivanlı        | | Mustafa Bülent Ecevit        | Hédi Nouira                 | 28. Sep. 1976    |
| 29. Sep. 1976            | Savlet Aktuğ           | | Süleyman Demirel             | Hédi Nouira                 | 10. Juli 1978    |
| 29. Juli 1978            | Muammer Akçer          | | Mustafa Bülent Ecevit        | Hédi Nouira                 | 27. Aug. 1981    |
| 28. Aug. 1981            | H. Erol Celasun        | | Bülent Ulusu                 | Mohamed Mzali               | 31. Okt. 1984    |
| 1. Jan. 1984             | Muammer Tuncer         | | Turgut Özal                  | Mohamed Mzali               | 28. Feb. 1988    |
| 29. Feb. 1988            | Metin Özdemir Karaca   | | Turgut Özal                  | Zine el-Abidine Ben Ali     | 20. Sep. 1990    |
| 23. Sep. 1990            | Altan Güven            | | Yıldırım Akbulut             | Hamed Karoui                | 29. Mai 1995     |
| 30. Mai 1995             | Sabri Cenk Duatepe     | | Tansu Çiller                 | Hamed Karoui                | 30. Nov. 1997    |
| 1. Dez. 1997             | Hüseyin Pazarcı        | | Mesut Yılmaz                 | Hamed Karoui                | 16. Nov. 2001    |
| 23. Nov. 2001            | H. Selah Korutürk      | (* 1949 in İstanbul) 1975: Studium der internationalen Beziehungen an der Universität Ankara anschließend Sprachwissenschaft, Geschichte und Geographie, trat 1978 in den auswärtigen Dienst 14. November 2009: Botschafter in Helsinki. | Bülent Ecevit                | Mohamed Ghannouchi          | 23. Nov. 2005    |
| 1. Dez. 2005             | Hüseyin Naci Akıncı    | | Recep Tayyip Erdoğan         | Mohamed Ghannouchi          | 1. Nov. 2010     |
| 1. Nov. 2010             | Akın Algan             | | Recep Tayyip Erdoğan         | Mohamed Ghannouchi          | 15. Juni 2012    |
| 30. Juni 2012            | Ömer Gücük             | (* 15. August 1963 in Ankara) | Recep Tayyip Erdoğan         | Beji Caid el Sebsi          |                  |